# حسن بن إبراهيم المالكي
حسن بن إبراهيم المالكي سياسي ودبلوماسي قطري، ولد في الدوحة بتاريخ 1-1-1959م، وهو السفير الحالي لدولة قطر في الجمهورية الجزائرية، التحق بالعمل في وزارة الخارجية بعد أن أنهى دراسته الجامعية في الدوحة عام 1986م، إكتسب المالكي خبرات سياسية ودبلوماسية منتوعة تراكمت على مدى السنين الطوال خلال العمل في البعثات الدبلوماسية مما جعل منه سياسي محنك فحصل على عدة ترقيات وتقلد عدد من المناصب الحساسة حتى تحصّل على درجة سفير وأصبح سفيراً لدولة قطر في كل من الإكوادور والجزائر. 

## المؤهلات العلمية
بكالوريوس لغة عربية وصحافة من جامعة قطر في الدوحة عام 1985م.

## الخبرات المهنية
- عمل في ديوان عام الوزارة خلال الفترة من 1986/02/22م إلى 1992/08/15م.
- عمل بسفارة دولة قطر في الكويت خلال الفترة من 1992/08/16م إلى 1998/08/18م.
- عمل بإدارة الشؤون العربية خلال الفترة من 1998/09/19م إلى 2001/07/23م.
- عمل بسفارة دولة قطر في طرابلس خلال الفترة من 2001/07/24م إلى 2007/08/15م.
- عمل بالقنصلية العامة لدولة قطر في مومباي خلال الفترة من 2007/09/11م إلى 2009/09/17م.
- عمل بإدارة الشؤون العربية خلال الفترة من 2009/08/23م إلى 2011/07/14م.
- عمل بسفارة دولة قطر في نيودلهي خلال الفترة من 2011/07/15م إلى 2013/07/12م.
- عين سفيرا لدولة قطر في جمهورية الإكوادور خلال الفترة من 2013/09/11م إلى غاية يونيو 2018.[3]
- عين سفيرا لدولة قطر في الجمهورية الجزائرية الديمقراطية الشعبية اعتبارا من 2018/09/09م.[4]